# 에스모롤
에스모롤(esmolol)은 베타1-선택성 아드레날린 수용체 길항제(β1-selective adrenalic receptor antagonist)이다. 단시간 작용형 약물로서 정맥주사로 사용된다.

## 같이 보기
- 아테놀올(Atenolol)
- 아세부톨롤(Acebutolol)
- 프로프라놀롤(Propranolol)